# Фофановська
Фофа́новська (рос. Фофановская) — присілок у складі Верховазького району Вологодської області, Росія. Входить до складу Шелотського сільського поселення.

## Населення
Населення — 33 особи (2010; 56 у 2002).
Національний склад (станом на 2002 рік):
- росіяни — 100 %